# گمینا میچنو
گمینا میچنو (به لهستانی:  Gmina Miedźno) یک گمینا در لهستان است که در شهرستان کووبوتسک واقع شده‌است. گمینا میچنو ۱۱۳٫۱۷ کیلومتر مربع مساحت و ۷٬۵۷۳ نفر جمعیت دارد.